# Amphimerus ovalis
Amphimerus ovalis är en plattmaskart. Amphimerus ovalis ingår i släktet Amphimerus och familjen Opisthorchiidae. Inga underarter finns listade i Catalogue of Life.